# Young Fathers
Young Fathers sind eine Hip-Hop- und Pop-Gruppe aus Edinburgh, Schottland. 2014 gewannen sie den Mercury Music Prize für ihr Debütalbum Dead.

## Geschichte
Der Name Young Fathers wurde 2008 erstmals verwendet und wurde gewählt, da alle drei Mitglieder den Namen ihres Vaters tragen.
Die Mitglieder der Gruppe sind „G“ Hastings aus Edinburgh, Alloysious Massaquoi, ursprünglich aus Liberia, und Kayus Bankole, der in Edinburgh geboren wurde und in Maryland in den USA aufwuchs. Bei Live-Shows treten zusätzlich Steven Morrison (soonbe) am Schlagzeug und gelegentlich der Gastsänger Lauren Holt (LAWholt) auf.
Die Gruppe wurde unter dem Namen „Three-Style“ gegründet, nachdem sie sich die Mitglieder bei einer Unter-16-Hip-Hop-Veranstaltung im Bongo Club in Edinburgh im Alter von 14 Jahren getroffen hatten. Sie fingen bald danach an, Texte zu schreiben und Lieder aufzunehmen, ursprünglich auf einer alten Karaoke-Maschine, die an einen Kassettenrekorder angeschlossen war.
Nach mehreren Namensänderungen über mehrere Jahre und nach dem Treffen mit einer lokalen Produktionsfirma einigten sie sich auf den Namen Young Fathers und nahmen ihr erstes Album mit dem Produzenten Tim Brinkhurst (alias London) auf. Die Aufnahmen beinhalteten ihre erste Single, Straight Back on It, die 2009 veröffentlicht wurde. Die Single brachte ihnen einige TV- und Festivalauftritte ein. Zusätzlich wurden sie auf BBC Radio gespielt und konnten schließlich als Support von Simian Mobile Disco und Esser im Vereinigten Königreich auf Tour gehen.
2011 entschieden sie sich für eine radikale Änderung, trennten sich von der lokalen Produktionsfirma und nahmen ihr Schicksal selbst in die Hand. Innerhalb einer Woche nahmen sie das Mixtape TAPE ONE auf, dazu nahmen sie pro Tag ein Lied auf. Bereits nach zwei Wochen stand es zum Download bereit. Kurz danach nahmen sie TAPE TWO in einer ähnlichen Weise auf. Das Hip-Hop-Label Anticon aus Los Angeles entdeckte sie und bot ihnen einen Deal an. 2013 wurden die beiden Aufnahmen mit einem Plattenvertrag offiziell über Anticon veröffentlicht.
Die Gruppe spielte währenddessen immer wieder auf Tour und erarbeiteten sich langsam einen Ruf als starker Live Act. Sie spielten an verschiedenen Orten in ganz Europa und hatten ihr US-Debüt am SXSW in Austin, Texas, im März 2013.
2014 wurde TAPE TWO als „Scottish Album of the Year“ beim SAY Award ausgezeichnet. Danach nahmen sie ihr erstes komplettes Album Dead auf, das zu der Zeit über Anticon in den USA und über Big Dada im Vereinigten Königreich und Europa veröffentlicht wurde. Das Album Dead bekam vorwiegend gute Kritiken und erzielte einen Metacritic Score von 83 von 100. Es wurde von der Stimmung der Musik unter anderem mit frühen Werken von Massive Attack verglichen. Dieses Album wurde mit dem Mercury Music Prize als bestes Album 2014 ausgezeichnet. Sie gewannen als Außenseiter und lösten eine kleine Kontroverse aus, weil sie sich nicht äußerlich über den Preis freuten und es ablehnten weiter mit der Presse, die über den Abend berichtete, über den Preis zu sprechen. Dead erreichte Platz 35 in den UK Charts und Platz 1 in den Independent UK Album Charts.
Sofort nach dem Gewinn des Mercury Prize reisten sie nach Berlin, wo sie ein neues Album in einem Keller in einem Gebäude in der Nähe eines Bahnhofs aufnehmen wollten. Kurze Zeit später kehrten sie nach Edinburgh in ihr bekanntes Studio im Keller zurück, wo sie die meisten Lieder aufnahmen. Um die Arbeit an dem neuen Album abzuschließen, spielten sie Ende 2014 in ihrer Heimatstadt am „Edinburgh’s Hogmanay New Year’s Eve Festival“ vor mehreren tausend Leuten. Young Fathers hatten über 140 Auftritte im Jahr 2014. Sie tourten im Vereinigten Königreich und an vielen Orten in Europa und spielten für sechs Wochen in den USA.
2015 wurde ihr zweites Album veröffentlicht, das sie 2014 an mehreren verschiedenen Orten aufgenommen haben. Das Album lässt sich nicht in eine konkrete Musikrichtung einordnen, es wurden aber eher Strömungen der europäischen Musik, wie Krautrock, Elektropop oder Avant-Rock, als amerikanischer Hip-Hop wiedererkannt. 2016 gingen sie auf Tour mit Massive Attack.
2017 sagte die Band eine Teilnahme beim Pop-Kultur-Festival in Berlin ab, da das Event angeblich von Israel mitfinanziert sei. Tatsächlich hatte Israel lediglich israelischen Künstlern einen Reisekostenzuschuss von 500 Euro gewährt. Wegen ihrer Unterstützung der Kampagne Boycott, Divestment and Sanctions (BDS) wurde die Band zunächst von der Ruhrtriennale 2018 ausgeladen. Intendantin Stefanie Carp nahm die Ausladung jedoch zurück, weil die Band ihrer Ansicht nach in Interviews glaubhaft gemacht hatte, dass sie Antisemitismus in jeder Form ablehne. Anschließend sagte die Band selbst das für den 18. August 2018 in Bochum vereinbarte Konzert ab.

## Mitglieder
- Alloysious Massaquoi wurde in Liberia geboren und zog im Alter von vier Jahren nach Edinburgh, wo er die Boroughmuir High School besuchte.
- Kayus Bankole wurde in Edinburgh geboren, als Sohn von Eltern aus Nigeria. Er verbrachte mehrere Jahre in Maryland und in Nigeria, bevor er nach Edinburgh zurückkehrte, wo er aufwuchs. Er besuchte ebenfalls die Boroughmuir High School, wo er sich mit Alloysious Massaquoi befreundete.[14]
- „G“ Hastings wurde in Edinburgh geboren und wuchs im Norden von Edinburgh im Stadtteil Drylaw auf.[15]

## Diskografie

### Studioalben
| Jahr | Titel Musiklabel                     | Höchstplatzierung, Gesamtwochen, AuszeichnungChartplatzierungen (Jahr, Titel, Musiklabel, Platzierungen, Wochen, Auszeichnungen, Anmerkungen) | Höchstplatzierung, Gesamtwochen, AuszeichnungChartplatzierungen (Jahr, Titel, Musiklabel, Platzierungen, Wochen, Auszeichnungen, Anmerkungen) | Höchstplatzierung, Gesamtwochen, AuszeichnungChartplatzierungen (Jahr, Titel, Musiklabel, Platzierungen, Wochen, Auszeichnungen, Anmerkungen) | Anmerkungen                           |
| Jahr | Titel Musiklabel                     | DE | CH | UK | Anmerkungen                           |
| ---- | ------------------------------------ | --- | --- | --- | ------------------------------------- |
| 2014 | Dead Anticon / Big Dada              | — | — | UK35 (2 Wo.)UK | Erstveröffentlichung: 31. Januar 2014 |
| 2015 | White Men Are Black Men Too Big Dada | — | — | UK41 (1 Wo.)UK | Erstveröffentlichung: 6. April 2015   |
| 2015 | Cocoa Sugar Ninja Tune               | — | CH89 (1 Wo.)CH | UK28 (2 Wo.)UK | Erstveröffentlichung: 9. März 2018    |
| 2023 | Heavy Heavy Ninja Tune               | DE98 (1 Wo.)DE | — | UK7 (1 Wo.)UK | Erstveröffentlichung: 3. Februar 2023 |

### EPs
- 2011: Tape One
- 2013: Tape Two

### Singles
- 2008: Straight Back on It
- 2010: Automatic / Dancing Mantaray
- 2010: Fevers Worse
- 2013: The Guide
- 2013: Low
- 2014: Get Up
- 2014: Soon Come Soon
- 2015: Rain or Shine
- 2015: Shame

### Remixes
- Girlfriend (Young Fathers Remix) von Phoenix in Wolfgang Amadeus Phoenix (Remix Collection) (2009)
- Nicotine Love (StraightFace Remix) von Tricky (2014)

### Musikvideos
| Jahr | Titel           | Album                       |
| ---- | --------------- | --------------------------- |
| 2012 | Deadline        | Tape One                    |
| 2012 | Rumbling        | Tape One                    |
| 2012 | Sister          | Tape One                    |
| 2013 | Romance         | Tape One                    |
| 2013 | The Guide       | –                           |
| 2013 | I Heard         | Tape Two                    |
| 2013 | Queen Is Dead   | Tape Two                    |
| 2013 | Low             | Dead                        |
| 2014 | Get Up          | Dead                        |
| 2015 | Shame           | White Men Are Black Men Too |
| 2015 | Old Rock n Roll | White Men Are Black Men Too |